# Gymnosphaera biformis
Gymnosphaera biformis là một loài thực vật có mạch trong họ Cyatheaceae. Loài này được (Rosenst.) Copel. mô tả khoa học đầu tiên năm 1947.